# 魔域传说
First Queen是日本吳氏工房開發的一個即時戰略遊戲系列，目前共開發了6個作品（包括JAVA版），曾在多個平台上發行。最早期的第一作是當時少見的即時戰略遊戲。該遊戲在DOS時代曾非常受歡迎，其中由華義國際代理於1995年推出的《魔域傳說Ⅳ―波斯戰記》(FIRST QUEEN Ⅳ)，其間穿插著古老而動人的故事又帶有RPG成份，640×480的解析度以及16色畫面將活潑可愛的卡通人物和一草一木刻劃得生動細膩，此外，遊戲內容還相當充實，讓人在漫長的流程中絲毫不會感到乏味和無聊。曾打進台灣遊戲排行榜第2位。
近期吳氏工房推出First Queen系列覆刻版，能夠再Windows系統下順利執行，並且畫面更加精緻。但台灣方面目前沒有代理進口。

## 游戏模式
玩家通常扮演一国君主，指挥部队对抗邪恶势力国家。在大地图画面上，战略的管理是非即时的，玩家控制兵团前进至目标位置作战或探索。战斗时则是即时的。玩家可以选择队伍中的任何一个成员进行攻击或躲避。

## 版本
- First Queen (1986)
- First Queen 2 (1990)
- First Queen 3 (1993)
- First Queen: Ornic Senki (1993) (移植在超級任天堂, 吳氏授權 Culture Brain 製作)
- First Queen 4 (1994) (台湾中文版译作魔域传说4:波斯战记)
- First Queen The new world (1999)
- First Queen WEB （需要JAVA）